# 24154 Ayonsen
24154 Ayonsen là một tiểu hành tinh vành đai chính với chu kỳ quỹ đạo là 1375.9212557 ngày (3.77 năm).
Nó được phát hiện ngày 15 tháng 11 năm 1999.